# LXXVI Korpus Pancerny (III Rzesza)
LXXVI Korpus Pancerny (niem. LXXVI. Panzerkorps) – jeden z niemieckich korpusów pancernych.
Utworzony w lipcu 1943 roku z przekształcenia LXXVI Korpusu Armijnego.
Do końca 1943 roku walczy w składzie 10 Armii w środkowych i południowych Włoszech przeciwko aliantom. Od lutego 1944 roku (już do końca wojny) podporządkowany 14. Armii (Grupa Armii C), walczy pod Nettuno, Florencją i Bolonią. Kapituluje wraz z resztą wojsk niemieckich we Włoszech z początkiem maja 1945 roku.

## Dowódcy korpusu
- lipiec 1943 – luty 1944: generał wojsk pancernych Traugott Herr
- luty – kwiecień 1944: generał wojsk pancernych Dietrich von Choltitz
- kwiecień – grudzień 1944: generał wojsk pancernych Traugott Herr
- grudzień 1944 – kwiecień 1945: generał wojsk pancernych Gerhard Graf von Schwerin
- kwiecień-maj 1945: generał porucznik Karl von Graffen

## Skład korpusu
Jednostki korpuśne
- 476 Dowództwo Artylerii
- 476 batalion łączności
- 476 Korpuśny Oddział Zaopatrzenia

- grudzień 1943
  - 65 Dywizja Piechoty
  - 26 Dywizja Piechoty
  - 90 Dywizja Grenadierów Pancernych
  - 1 Dywizja Strzelców Spadochronowych
  - 334 Dywizja Piechoty

- wrzesień 1944
  - 278 Dywizja Piechoty ’43
  - 71 Dywizja Piechoty
  - 98 Dywizja Piechoty
  - 26 Dywizja Piechoty
  - 29 Dywizja Grenadierów Pancernych
  - 1 Dywizja Strzelców Spadochronowych
  - 356 Dywizja Piechoty
  - 20 Dywizja Polowa Luftwaffe

- marzec 1945
  - 26 Dywizja Piechoty
  - 98 Dywizja Piechoty
  - 362 Dywizja Piechoty
  - 42 Dywizja Strzelców
  - 162 Dywizja Piechoty